# Serranochromis macrocephalus
Serranochromis macrocephalus – gatunek słodkowodnej, drapieżnej ryby okoniokształtnej z rodziny pielęgnicowatych (Cichlidae), cenionej przez wędkarzy. W języku polskim nazywana jest tilapią wielkogłową.

## Występowanie
Afryka Środkowa i Południowa – gatunek szeroko rozprzestrzeniony w południowej zlewni Konga od Luapula, Lulua i Kasai w Demokratycznej Republice Konga po rzeki północnej Namibii i Botswany. W jeziorze Kariba występuje licznie. Występuje w różnorodnych siedliskach: bystrzach, kanałach zalewowych, lagunach, zarówno nad dnem piaszczystym, jak i skalistym. W jeziorach preferuje wody gęsto porośnięte roślinami.

## Wymiary
Dorosłe osobniki osiągają przeciętnie do 28 cm długości całkowitej (TL), maksymalnie do 35 cm długości standardowej (SL) i do 1,5 kg masy ciała.

## Biologia i ekologia
Serranochromis macrocephalus żywi się owadami i małymi rybami chwytanymi w pobliżu dna. Dojrzewa po roku (do dwóch lat). Samce dojrzewają po osiągnięciu około 17 cm, a samice – 14 cm długości. Okres godowy odbywa wiosną i wczesnym latem przy niskim poziomie wód, przed corocznymi powodziami. 
Samica składa stosunkowo niewielką liczbę jaj, które są następnie inkubowane w pysku (pyszczak).

## Zagrożenia i ochrona
W niektórych regionach (Luapula i jezioro Mweru) stwierdzono przełowienie tego gatunku. Również górnictwo w regionie Katanga oraz wykorzystywanie przez wędkarzy toksycznych roślin uznawane są za potencjalne zagrożenia. Od 2007 roku podejmowane są działania ochronne.